# イレーネ・パチェコ
イレーネ・パチェコ（Irene Pacheco、1971年3月26日 - ）は、コロンビアのプロボクサー。アンティオキア県サン・フアン・デ・ウラバー出身。元IBF世界フライ級王者。

## 来歴
1993年11月19日、プロデビュー戦を行い最終4回KO勝ち。
1996年10月7日、エミリオ・アルバラード(ニカラグア)が持つWBAセントロフライ級王座に挑戦。デビューして中立地での試合をベネズエラマラカイで行われた。当時WBA世界フライ級8位だったアルバラードを初回からパワーで圧倒し、最後はレフェリーストップを呼び込み王座獲得に成功しWBAでの世界ランカー入りを果たす。
1999年4月10日、マーク・ジョンソンのスーパーフライ級転級に伴い空位になったIBF世界フライ級王座を賭けてエル・サロン・カウンティー・クラブにて、ルイス・コックス・コロナードと対戦した。この試合ではペルー男子ボクサーの世界初挑戦で話題を集めKO率10%の生粋の技巧派とパワーのパチェコの対戦の構図になった。ディフェンスマスターとペルー国内で騒がれたコロナードの技巧をパチェコのパワーで潰しディフェンスを崩していった。8回終了してのスコアは80-73が2者と79-73とパチェコが圧倒的大差でリードする展開になった。9回執拗なボディからの打ち分けでディフェンスを崩し左フックを当ててグロッキーにすると最後は連打にさらしてレフェリーストップ。9回1分25秒TKO勝ちで24戦全勝で王座獲得に成功した。一方コロナードのペルー男子初の世界挑戦は圧倒的大惨敗に終わり、男子の世界挑戦は11年後の2010年のアルベルト・ロッセルまで待たなければならなかった。
1999年10月16日、サロン・ジャンボ・デル・カウンティー・クラブにてフェリド・ベン・ジェドウと対戦し、チュニジア出身でイタリアのタフファイターを相手にパワーで押されるところもあったが、4回左カウンターを当ててダウンを奪いカウントアウト。4回1分47秒KO勝ちで初防衛に成功した。
2000年1月14日、アメリカデビュー戦でテキサス州エルパソのドン・ハスキンス・コンベンション・センターにて16戦全勝ペドロ・ペーニャと対戦し、デンジャラスの愛称を持つスリリングな技巧派を相手に翻弄されながらも粘り強くパワーで応戦。ペーニャの猛反撃をしのぎ切り11回左ストレートでダウンを奪うと伸びるように失神したペーニャを見てレフェリーがノーカウントストップ。11回2分32秒KO勝ちでアウェイのファンを完全に凍らせる鮮やかな勝利で2度目の防衛に成功した。
2000年11月10日、ネバダ州ラスベガスマンダレイ・ベイ・イベント・センターにて18戦全勝の元WBO世界ライトフライ級王者で指名挑戦者マシブレレ・マケプラと対戦した。ホークの異名を持ち152cmの小柄ながらもリーチが173cmの長い腕を持ち70%以上の高いKO率とタフを兼ね備えたマケプラを相手に左を多用してマケプラのタフを削り取っていった。マケプラも負けてはいられずカウンターを繰り出すなどスリリングな打撃戦になった。試合はそのまま判定になり2-0(118-110、117-111、114-114)の判定勝ちを収めマケプラの2階級制覇を阻止し3度目の防衛に成功した。
2001年11月9日、けがの影響もあり約1年ぶりの試合。サンアントニオのサンセット・ステーションにてマイク・テージョと対戦した。挑戦者の地元ということもあり完全アウェーの対戦だった。フライ級屈指のスピードを持っていたテージョは夜行列車の異名を持つほどのアメリカのフライ級屈指のスピードスターだった。試合はテージョのスピードに悩まされていたが、徐々に慣れていきボディで執拗にスピードを落とし最後は連打をまとめてレフェリーストップがかかり4度目の防衛に成功した。
2002年11月29日、エルパソのエルパソ・コンベンション・センターにてフェルナンド・モンティエルの兄アレハンドロ・モンティエルと対戦した。タフな強打者モンティエルを相手にパワーで圧倒し相手のスピードに対応するために手数を多く出して対応した。12回3-0(115-112、117-110、118-109)の判定勝ちを収め5度目の防衛に成功した。
2003年9月27日、ダマエン・ケリーと対戦し6回に3度ダウンを奪いKO成立に見えたがダメージが軽かったため続行。7回に小刻みな高速連打でレフェリーストップをかけて6度目の防衛に成功した。
2004年12月16日、フロリダ州ハリウッドセミノール・ハード・ロック・ホテル・アンド・カジノ内ハード・ロック・ライブにて21戦全勝のラッシングパンチャービック・ダルチニアンと対戦し、大振りながらも的確にパンチを集められて苦戦。ダルチニアンの変則的な動きに惑わされ最後は猛攻にさらされレフェリーストップ。11回44秒TKO負けを喫し7度目の防衛に失敗し王座から陥落し5年8か月に及ぶ長期政権は幕を閉じた。
その後敗戦のショックから約2年のブランクを作り1階級飛ばしてバンタム級に転向。
2006年4月29日、IBF世界バンタム級王者ラファエル・マルケスへの挑戦権を賭けてエリベルト・ルイスと対戦した。2年前に失神KOで敗れているルイスと2階級制覇に挑戦するパチェコの試合は中立地プエルトリコで行われ左強打を当てるもルイスも世界挑戦経験もありダウンを拒む展開になった。ダウンを奪えず終始粘られるまま採点になった。3-0(2者が116-112、115-113)の判定勝ちでマルケスへの挑戦権獲得に成功したが、マルケスがスーパーバンタム級に転向したため挑戦はできなかった。
2006年10月21日、17戦全勝のレオン・ムーアとWBOインターコンチネンタルバンタム級王座決定戦を行った。34歳でも80%以上のKO率を誇る左の強打に苦戦するもパワーで押し返して乗り切り2-1(115-113、116-113、113-115)の僅差判定勝ちで王座獲得に成功した。
2007年3月30日、アリゾナ州デザート・ダイアモンド・カジノにてWBO世界バンタム級王者ジョニー・ゴンサレスと対戦し、長いリーチの強打に苦戦し何もさせてもらえなかった。最後はゴンサレスの連打に捕まってレフェリーが救出した。9回1分4秒TKO負けで2階級制覇に失敗しこの試合を最後に現役を引退した。

## 獲得タイトル
- WBAセントロフライ級王座
- 第15代IBF世界フライ級王座（防衛6）
- WBOインターコンチネンタルバンタム級王座